# Nobody but You (Blake Shelton)
Nobody but You è un singolo del cantante statunitense Blake Shelton, pubblicato il 21 gennaio 2020 come terzo estratto dalla quinta compilation Fully Loaded: God's Country. Il brano ha visto la partecipazione della cantante statunitense Gwen Stefani.

## Descrizione

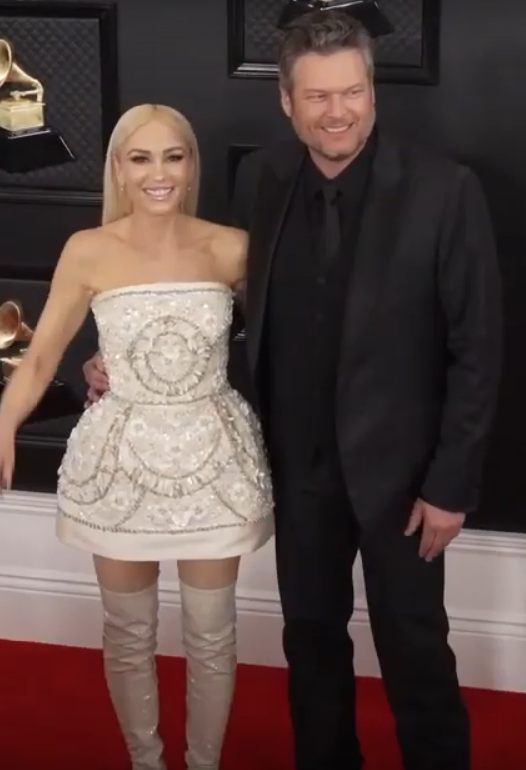
Gwen Stefani e Blake Shelton alla cerimonia di apertura dei Grammy Awards 2020.

Il 4 dicembre 2019, Blake Shelton ha annunciato che la sua fidanzata, Gwen Stefani, avrebbe duettato con lui nel brano "Nobody but You", terzo estratto dalla quinta compilation Fully Loaded: God's Country. Il brano, scritto da Ross Copperman, Shane McAnally, Josh Osborne e Tommy Lee James, è stato prodotto da Scott Hendricks, collega di Shelton da molti anni, il quale ha raccontato che "All'inizio non era affatto impostato per essere un duetto, ma le calzava come un guanto, ed era davvero contenta di poter contribuire".

Durante un'intervista, Shelton ha descritto il lavoro con la compagna Gwen:
"Sto ancora imparando a comprendere cosa significa registrare un brano con Gwen. Abbiamo duettato letteralmente solo una manciata di canzoni. Penso di essere rimasto sbalordito da Gwen, per quanto lavora duramente quando entra in studio. Non è disposta a prendere niente di meno che il meglio, [...] ed è disposta a metterci tutta la sua anima. Non credo che Gwen sappia quanto sia veramente grandiosa come artista".
Musicalmente, Nobody but You è un duetto pop Country, una miscela tra i due stili caratteristici dei cantanti. Secondo lo spartito ufficiale pubblicato da Musicnotes.com, il brano è impostato nel breve e ha un tempo moderatamente lento con 144 battiti al minuto. La tonalità del brano è in Do maggiore, con la gamma vocale della coppia che si estende per un'intera ottava, dal Do4 al Sol5.

## Promozione e successo commerciale
Prima della sua pubblicazione come singolo, Nobody but You ha debuttato direttamente in vetta alla Digital Songs statunitense grazie a 30 000 copie vendute, diventando la seconda numero uno di Blake Shelton e la terza di Gwen Stefani. Inoltre, nella sua prima settimana ha accumulato 4.5 milioni di riproduzioni streaming. Nell'aprile 2020 ha raggiunto la 18ª posizione della Billboard Hot 100, regalando al cantante la sua quinta top20 e alla cantante la sua ottava.
Al 2020 il brano ha superato il milione di copie vendute negli Stati Uniti e ha ottenuto la certificazione di disco di platino in Canada.
Alla 62ª edizione dei Grammy Awards la coppia si esibisce all'apertura della cerimonia. La performance viene descritta da Vanity Fair come "Nella performance dal vivo gli occhi sognanti e le voci che si intrecciano appaiono come se i due cantautori si abbracciassero".

## Accoglienza
Nobody but You ha ricevuto recensioni generalmente favorevoli da parte dei critici musicali, molti dei quali hanno descritto la canzone come romantica e amorevole. Joseph Hudak di Rolling Stone ha ritenuto che la coppia sia riuscita a raggiungere "un momento di dolcezza" con la canzone, mentre Matthew Leimkuehler del Tennessean l'ha definita commovente.
Matt Bjorke, della pubblicazione online di musica country Roughstock, è rimasto piacevolmente sorpreso dal duetto e ha scritto nella sua recensione che "Blake insieme a Gwen sono qualcosa di spettacolare". Kristin Smith di Plugged In's ha applaudito il singolo e ne ha apprezzato le rappresentazioni dell'amore e dell'impegno della vita di coppia; ha scritto che "ricorda agli ascoltatori che una vita senza colui che ami non è affatto una vita".
Il 21 ottobre 2020 è stato annunciato che "Nobody but You" vince nella categoria per il video collaborativo dell'anno ai CMT Music Award 2020. Il brano ha ricevuto una nomina agli American Music Awards 2020 nella categoria Favorite Country Song.

## Tracce
Testi e musiche di Ross Copperman, Shane McAnally, Josh Osborne e Tommy Lee James..
1. Blake Shelton – Nobody but You (feat. Gwen Stefani) – 3:19

## Video musicale
Il video musicale ufficiale di Nobody but You è stato girato tra novembre e dicembre 2019 a Los Angeles e vicino al ranch di Shelton nell'Oklahoma. Diretto dalla regista inglese e collaboratrice di lunga data di Stefani, Sophie Muller, il video viene descritto dagli artisti come "la dimostrazione che una coppia di persone provenienti da due mondi diversi si possano unire, per creare un'unica vita all'insegna dell'amore". Il video è stato reso disponibili sul canale youtube di Blake Shelton dal 21 gennaio 2020.

## Classifiche

### Classifiche settimanali
| Classifica (2020) | Posizione massima |
| ----------------- | ----------------- |
| Australia         | 31                |
| Canada            | 38                |
| Stati Uniti       | 18                |

### Classifiche di fine anno
| Classifica (2020) | Posizione |
| ----------------- | --------- |
| Canada            | 98        |
| Stati Uniti       | 52        |